# Myiapharus refuga
Myiapharus refuga là một loài ruồi trong họ Tachinidae.